# Roudnice nad Labem
Roudnice nad Labem là một thị trấn thuộc huyện Litoměřice, vùng Ústecký, Cộng hòa Séc.